# Renata Vaca
Renata Ibinarriaga Vaca (Tlalpan, Ciudad de México, 26 de marzo de 1999) es una actriz y cantante mexicana. Es conocida por su trabajo en películas como Juego de héroes (2016), El comediante (2021), y Saw X (2023), por series de televisión como Rosario Tijeras (2019), la serie Midnight Family (2024) en Apple TV+ y por telenovelas como La reina soy yo (2019).

## Biografía y carrera
Renata Ibinarriaga Vaca nació el 26 de marzo de 1999 en Tlalpan, Ciudad de México, siendo hija de la nicaragüense María Fernanda Vaca Jiménez, y del mexicano Francisco Salvador Ibinarriaga Padilla.
Debutó como actriz en la cinta Lady Rancho (2018), a la que han seguido las cinta Clases de historia (2018), Bonded (2020) y las series La reina soy yo (2019) y Rosario Tijeras (2019). En 2022, se unió al reparto de la décima entrega de la serie de películas de Saw, Saw X, la cual se estrenó en septiembre de 2023.

## Filmografía

### Cine
| Año  | Título                  | Papel    | Notas |
| ---- | ----------------------- | -------- | ----- |
| 2016 | Juego de héroes         | Maro     |       |
| 2017 | Timeless                | Jimena   |       |
| 2017 | Uber Love               | Reny     |       |
| 2018 | Lady Rancho             | Beatriz  |       |
| 2018 | Clases de historia      | Eva      |       |
| 2021 | El comediante           | Dayana   |       |
| 2022 | Háblame de ti           | Vanessa  |       |
| 2022 | Delfino's Journey       | Teresa   |       |
| 2023 | Saw X                   | Gabriela |       |
| 2024 | City Of Dreams          | Helena   |       |
| 2024 | Un cuento de pescadores | Aurora   |       |
| 2025 | Nuestros tiempos        | Alondra  |       |

### Televisión
| Año  | Título          | Papel           | Notas |
| ---- | --------------- | --------------- | ----- |
| 2019 | Rosario Tijeras | Julieth         |       |
| 2019 | La reina soy yo | Yameli Montoya  |       |
| 2022 | Dale Gas        | Abigaíl         |       |
| 2024 | Midnight Family | Marigaby Tamayo |       |

### Videos musicales
| Año  | Título      | Papel    | Artista                                  |
| ---- | ----------- | -------- | ---------------------------------------- |
| 2019 | «Un ratito» | Androide | Alex Soto, en colaboración con Cecy Leos |